# Mytkowicz
Mytkowicz (Hrydkowicz, Prawdzic odmienny II) – polski herb szlachecki z nobilitacji - odmiana herbu Prawdzic.

## Opis herbu
W polu czerwonym mur srebrny z blankami, na którym pół lwa wspiętego, złotego, trzymającego takąż prawdę.
Klejnot: nieznany.
Labry: czerwone, podbite srebrem.

## Najwcześniejsze wzmianki
Nadany 22 listopada 1551 braciom Wasylowi Mytkowiczowi i Wasylowi Hrydkowiczowi.

## Herbowni
Mytkowicz, Hrydkowicz.